# غراهام باول
غراهام باول (بالإنجليزية: Graham Paul) هو مبارز بالسيف بريطاني، ولد في 15 مايو 1947 في St Neots ‏ في المملكة المتحدة.

## وصلات خارجية
- غراهام باول على موقع الاتحاد الدولي للمبارزة (الإنجليزية)
- غراهام باول على موقع أوليمبيديا (الإنجليزية)
- غراهام باول على موقع اللجنة الأولمبية البريطانية (الإنجليزية)